# Parc Saint-Jacques
Pour l'ancien stade, voir Stade Saint-Jacques.
Le Parc Saint-Jacques ( en allemand) est le stade du club de football suisse FC Bâle, situé à Bâle. Son surnom est Joggeli et a une capacité de 38 512 places, poussée à 42 500 durant le Championnat d'Europe de football 2008.
Le stade répond aux critères de la catégorie 4 UEFA, ce qui lui a permis d'accueillir la finale de la Ligue Europa 2015-2016. Il a ouvert le 15 mars 2001.

## Histoire

### Le stade actuel: Parc Saint-Jacques
La construction de ce stade a débuté le 14 août 1999 et la première rencontre a lieu le 15 mars 2001. Le stade a été agrandi en 2006 (de 33 433 places à la capacité actuelle). Le stade est dirigé par Basel United et son coût est estimé à environ 220 millions de francs suisses, incluant 32 magasins disposés sur trois étages, ainsi que deux restaurants (Restaurant UNO et Hattrick Sport Bar). Le parking à deux étages du stade a une capacité de 680 places, cette faible capacité du parking est compensée par un réseau de transport en commun où bus, tramways et trains avec la présence d'une gare desservent efficacement le stade. 
Seul point noir, le stade a déjà connu des émeutes en 2006 entre supporters du club hôte FC Bâle et du FC Zurich.
Il a accueilli six matchs durant l'Euro 2008 dont le match d'ouverture et une demi-finale.
Le 6 septembre 2013, l'association suisse de Football annonce qu'elle va proposer la candidature du Parc Saint-Jacques pour l'organisation de matches de l'Euro 2020,.
La candidature ne fut pas maintenue et aucun match de cette compétition ne s'y déroula.
Le stade accueille régulièrement les matchs de l'Équipe de Suisse et des finales de la Coupe de Suisse.

## Événements

### Sportifs
- Championnat d'Europe de football espoirs 2002
- Championnat d'Europe de football 2008
- Finale de la Ligue Europa 2016
- Championnat d'Europe féminin de football 2025

### Matches de l'Euro 2008
| Date         | Heure (UTC+1) | Équipe n°1 | Score    | Équipe n°2 | Tour             | Spectateurs |
| ------------ | ------------- | ---------- | -------- | ---------- | ---------------- | ----------- |
| 7 juin 2008  | 18.00         | Suisse     | 0 – 1    | Tchéquie   | Groupe A         | 39 730      |
| 11 juin 2008 | 20.45         | Suisse     | 1 – 2    | Turquie    | Groupe A         | 39 730      |
| 15 juin 2008 | 20.45         | Suisse     | 2 – 0    | Portugal   | Groupe A         | 39 730      |
| 19 juin 2008 | 20.45         | Portugal   | 2 – 3    | Allemagne  | Quarts de finale | 39 374      |
| 21 juin 2008 | 20.45         | Pays-Bas   | 1 – 3 ap | Russie     | Quarts de finale | 38 374      |
| 25 juin 2008 | 20.45         | Allemagne  | 3 – 2    | Turquie    | Demi-finales     | 39 374      |

### Concerts
- Concert de AC/DC, 6 juillet 2001
- Concert de Bryan Adams, 2001
- Concert de Herbert Grönemeyer, 2004
- Concert de Metallica, 4 juillet 2014
- Concert de Harry Styles, 11 mars 2018
- Arena Plus du Concours Eurovision de la chanson 2025, 17 mai 2025

## Galerie

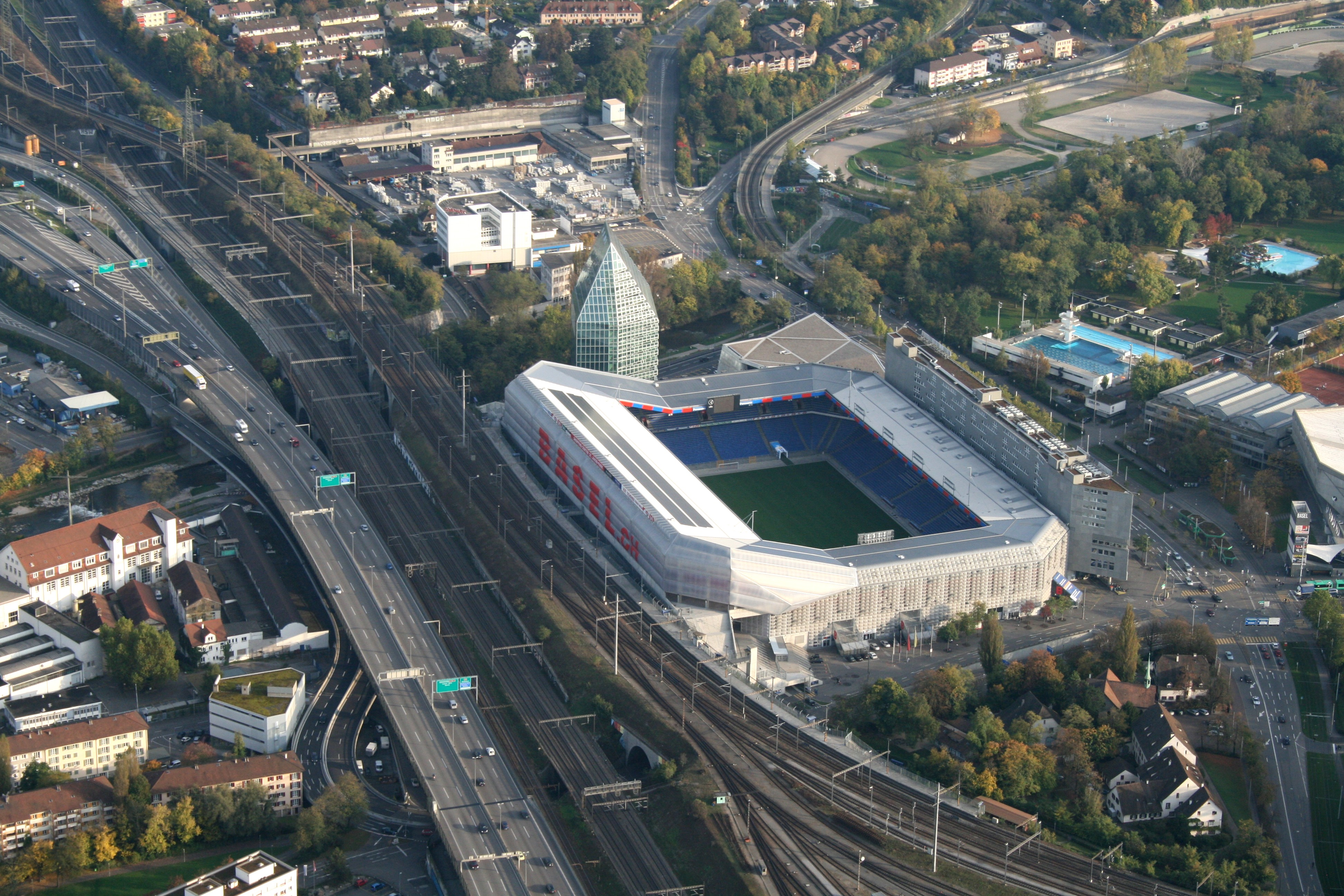
Vue aérienne.
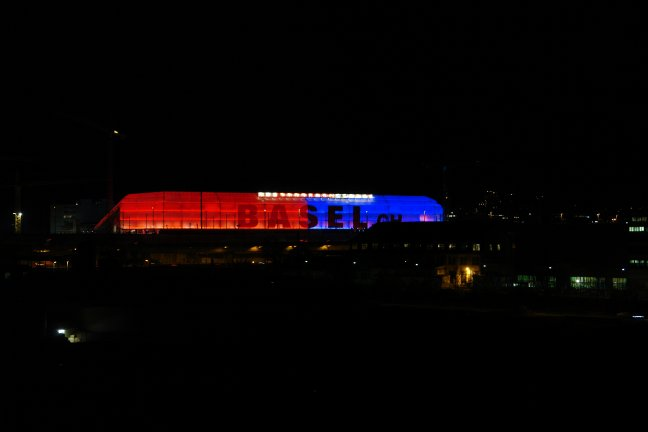
De nuit.
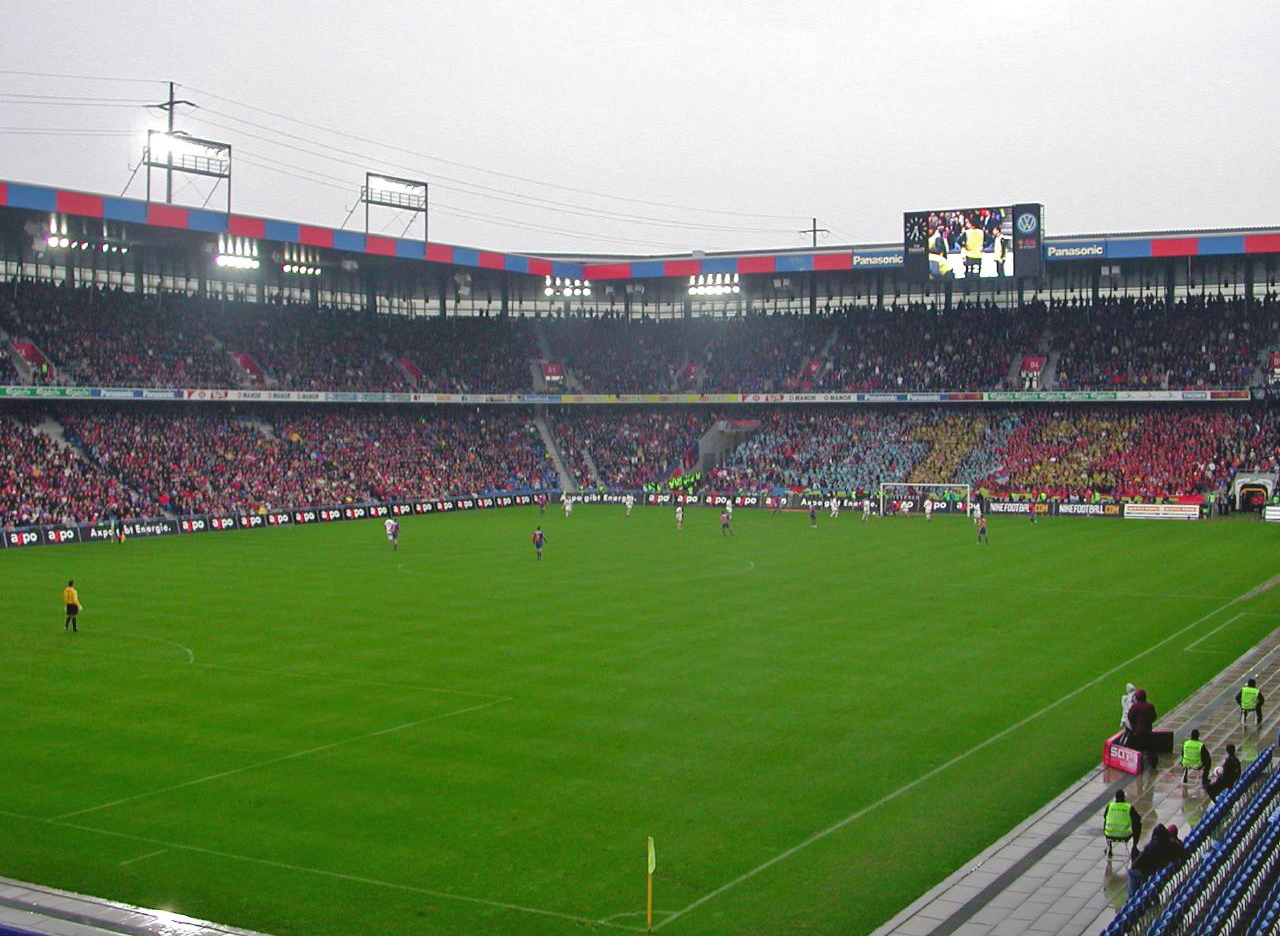
Intérieur.
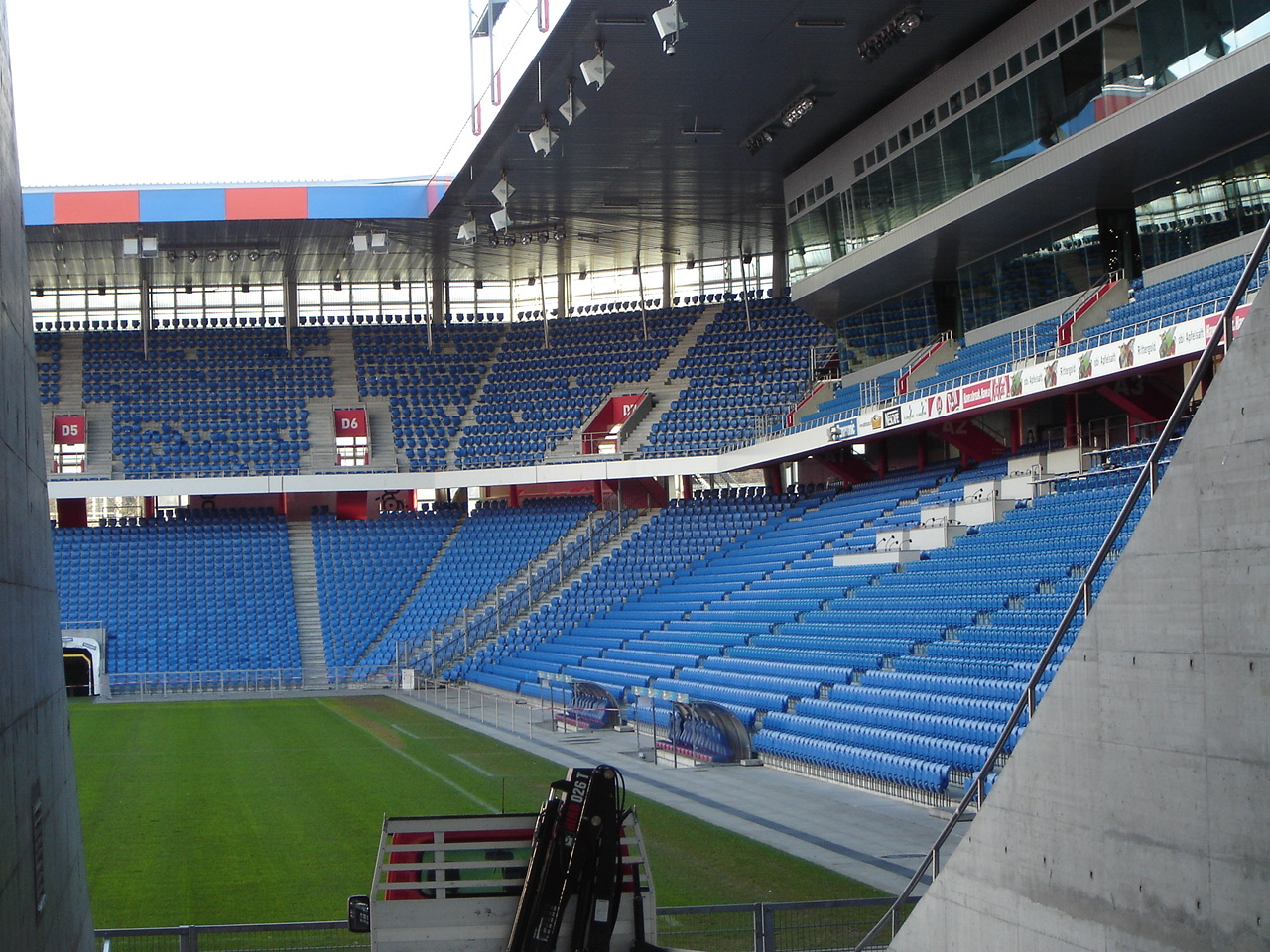
Tribunes.

## Localisation
Le stade se trouve sur un site regroupant plusieurs équipements sportifs et de loisirs : 
- l'Arena Saint-Jacques, patinoire accueillant le Hockey Club Bâle ;
- la Halle Saint-Jacques, salle multifonctions accueillant chaque année le tournoi de tennis de Bâle et l'Open de Suisse de badminton ;
- la piscine municipale Saint-Jacques.
- le Sportanlage St. Jakob qui regroupe un stade d'athlétisme, 16 terrains de sport engazonnés (8 de 103 × 68 m et 6 de 100 × 64 m, 2 terrains en gazon synthétique, un terrain de rugby de 100 × 68,4 m, 4 courts de tennis, 7 terrains de beach-volley et 1 terrain de beach soccer ;
- le Centre équestre Schänzli.

Le site est desservi par le tramway bâlois.